# برون‌پوست (گیاه‌شناسی)

مسیرهای آپوپلاست و سیمپلاست از طریق سلول‌های پلاسمودسم

برون‌پوست (به انگلیسی: Exodermis)، یک مانع فیزیولوژیک است که در کارکرد ریشه و محافظت از آن نقش دارد. برون‌پوست، غشایی با نفوذپذیری متغیر است که پاسخگوی جریان شعاعی آب، یون‌ها و مواد مغذی است. این لایه بیرونی قشر گیاه است. برون‌پوست عملکرد مضاعفی دارد زیرا می‌تواند از ریشه در برابر هجوم بیماری‌زاهای بیرونی محافظت کند و اطمینان حاصل کند که گیاه آب زیادی را از طریق انتشار در سیستم ریشه از دست نمی‌دهد و می‌تواند به درستی ذخایر خود را با سرعت مناسب پر کند.